# Siège du château d'Odani
Le siège du château d'Odani (小谷城の戦い, Odani-jō no Tatakai) de 1573 est le dernier combat du clan Azai, un des principaux adversaires d'Oda Nobunaga.
Nobunaga s'empare du château d'Odani qu'occupe Azai Nagamasa, qui, laissé sans autre choix, se suicide avec son fils. Sa femme, Oichi, sœur de Nobunaga, et ses trois filles sont confiées à Nobunaga, étant donné qu'elles sont de sa famille. Deux des filles de Nagamasa épouseront plus tard des membres de puissantes familles. Leur évasion du château assiégé est devenu une scène sentimentale assez courante dans l'art japonais traditionnel.
Avant qu'Azai Nagamasa ne commette seppuku, il décide de poser un dernier siège sur le camp principal de Nobunaga ; à la fin, cependant, il échoue et à la place est capturé. Azai sait depuis le début qu'il va perdre cette bataille, aussi avant sa mort, il envoie sa femme et ses filles à Nobunaga afin de leur sauver la vie.

## Dans la culture populaire
La bataille est mentionnée dans le jeu de samouraï Warriors 2. Il est à noter cependant que dans le jeu, les deux clans Azai et Asakura sont détruits pendant le siège d'Odani quand historiquement, le clan Asakura est détruit l'année suivante au siège du château d'Ichijōdani.
Il est également au centre d'une quête dans le jeu vidéo Nioh 2